# Tathothripa deflexa
Tathothripa deflexa är en fjärilsart som beskrevs av Walker 1862. Tathothripa deflexa ingår i släktet Tathothripa och familjen trågspinnare. Inga underarter finns listade i Catalogue of Life.